# Giro espacial
El llamado giro espacial hace referencia a un cambio de paradigma en las humanidades y las ciencias operado al menos desde el final de la Segunda Guerra Mundial y especialmente desde finales de la década de 1980. En los estudios culturales, el principal cambio traído por el giro espacial es que no sólo el tiempo es el centro de la investigación, como ocurrió en la modernidad, sino que el lugar, hábitat o espacio geográfico es tanto o más importante y significativo. El giro espacial ha alterado decisivamente la epistemología de las humanidades y de las ciencias, trazando un puente entre ambas. En todas las disciplinas, el estudio del espacio ha experimentado una profunda y sostenida transformación. El espacio se ha convertido en tema habitual en diversos campos analíticos, en parte porque la globalización ha acentuado la importancia de la ubicación. Esta transformación ha conducido a un renacimiento de la geografía humana y también se ha manifestado en humanidades y otras ciencias sociales.

## Historia
El término "giro espacial" (spatial turn), es introducido por el geógrafo estadounidense Edward W. Soja en su libro Thirdspace (1996) . Hoy se habla de un "redescubrimiento" del espacio como una categoría de las ciencias sociales y culturales, lo que significa que en algún momento se abandonó o se perdió. Edward Soja es la punta de lanza de la llamada LA School, y primordialmente conocido por su postura netamente espacial, no deja de ser todavía hoy una figura controvertida dentro y fuera de la geografía, por la novedad de sus planteamientos y su impetuosa defensa el papel del espacio en la teoría social.
En el transcurso de las décadas de 1980 y 1990, las ciencias sociales experimentaron una enorme diversidad de desplazamientos interdisciplinarios que tenían, en principio, un objetivo abiertamente emancipador y político. En este proceso el espacio fue un término clave, porque se presentaba como el ámbito concreto y físico de encuentro entre las disciplinas sociales y, lo que es más importante, entre sus agentes y la vida cotidiana.

## En los estudios literarios
En los estudios culturales y literarios se puede distinguir, como hace Franco Moretti, entre la el análisis del espacio en la literatura y el análisis de la literatura en el espacio. En ambas vertientes, ha sido muy importante la aportación de distintas escuelas y disciplinas francesas, encabezadas por nombres como Bachelard, Lefebvre, Foucault, Westphal y Pageaux.